# 赤目集団ウォーターフォールズ
赤目集団ウォーターフォールズ（あかめしゅうだんウォーターフォールズ）は三重県名張市のローカルヒーロー。

## 概要
名張市観光協会などで作るローカルヒーロー製作会議（現:ローカルヒーロープロダクション、LHP）が生み出した、3人からなるヒーロー。BUDOKA集団ショウレンジャーの後輩。

## メンバー
布引レッド
赤目四十八滝の布引滝がモチーフ。赤色で女性。
不動ブルー
赤目四十八滝の不動滝がモチーフ。青色で男性。
荷担グリーン
赤目四十八滝の荷担（にない）滝がモチーフ。緑色で男性。

## 歴史
- 2006年11月11日 赤目温泉対泉閣でデビュー。